# Ламбертини, Иниго
Иниго Ламбертини (итал. Inigo Lambertini; род. 10 июня 1959, Неаполь) — итальянский дипломат. Посол Италии в Великобритании.

## Биография
Родился 10 июня 1959 года в Неаполе. В 1983 году окончил юридический факультет Неаполитанского университета имени Фридриха II.
С 1987 года на дипломатической службе. Начал работать в генеральном директорате по экономическим делам МИД Италии, отвечая за отношения с государствами ЕС и третьими странами.
С 1991 по 1993 год являлся заместителем главы миссии посольства Италии в Демократической Республике Конго (Киншаса).
После этого являлся первым секретарём, главой торгового офиса посольства Италии в Бразилии.
С 1997 года являлся координатором Комитета постоянных представителей.
С 1999 года являлся советником постоянного представительства Италии при ЕС (Брюссель).
С 2000 года являлся директором координационного отдела генерального секретариата МИД Италии.
С 2001 года — глава отдела по отношениям с Конгрессом США, первый советник посольства Италии в США (Вашингтон). 
С 2001 по 2005 год являлся также резервным наблюдателем в Организации американских государств.
С 2005 года являлся заместителем постоянного представителя Италии при Организации экономического сотрудничества и развития (Париж).
В 2008 году являлся членом комитета по продвижению заявки Милана на проведение Экспо-2015.
С 2009 года являлся главой отдела государств и территориальных автономий генерального секретариата МИД Италии.
С 2010 года — заместитель генерального директора, генеральный директор генерального директората по экономике, культуре и науке МИД Италии.
С 2014 года — заместитель постоянного представителя постоянной миссии Италии при ООН (Нью-Йорк).
С 2018 года являлся главой протокольной службы МИД Италии.
В 2021 году присвоен дипломатический ранг посла.
Посол Италии в Великобритании (с 6 октября 2022).
Владеет итальянским, английским, французским, испанским, португальским языками.

## Награды
- Кавалер Большого креста Ордена «За заслуги перед Итальянской Республикой»
- Кавалер Большого креста Ордена Звезды Италии
- Кавалер милости магистра Мальтийского ордена